# Novi Grad (Gradišće, Austrija)
Novi Grad (njemački: Güssing, mađarski: Németújvár) je grad u austrijskoj saveznoj državi Gradišće, administrativno pripada Kotaru Novi Grad čije je i središte. 

## Stanovništvo
Novi Grad prema podacima iz 2011. godine ima 3.764 stanovnika. 1910. godine je imao 2.184 stanovnika 1.175 Nijemca i 984 Mađara.

## Gradovi prijatelji
- Nijlen, Belgija

## Poznate osobe
- Egidije Ivan Živković, željezanski biskup, bivši gl. tajnik austrijske biskupske konferencije
- Julia Dujmović, austrijska snowboardašica
- Heinz Janisch, austrijski autor dičjih knjig i liričar, dobitnik Velike nagrade Nimške akademije za dičju i omladinsku literaturu[2]

## Obnovljiva energija
Do pada "Željezne zavjese" krajem 1980-tih to je bilo jedno od najslabije razvijenih austrijskih područja, bez industrije, usitnjenih seoskih gospodarstava, s velikom nezaposlenosti i iseljeništvom. U 1990-tim razvoj Novog Grada se usmjerava na iskorištavanje lokalnih izvora obnovljive energije; biomase iz šumarstva i poljoprivrede, te sunčeve energije. Usvojena je strategija decentralizirane lokalne proizvodnje energije iz postojećih obnovljivih izvora regije, kao i cilj da regija postane neovisna o fosilnim gorivima.

### Nova radna mjesta
Umjesto da se novac iz kotara odlijeva za uvoz fosilnih goriva i električne energije, kotar proizvodi energiju za grijanje, električne potrebe i motorna goriva iz lokalnih obnovljivih izvora (šumarstvo, poljoprivreda i Sunce). U nepuna dva desetljeća razvoja, model Novog Grada ostvario je izvrsne rezultate, preobrazivši nerazvijeni kraj u Europski centar za obnovljive energije, EEE Güssing, koji sufinancira Europska unija. Austrijska savezna država Gradišće ima danas dvadesetak energana na šumsku i poljoprivrednu biomasu, te na sunčevu energiju, koje pokrivaju oko pola energetskih potreba iz obnovljivih izvora, ostvarujući prihode od prodaje energije u iznosu od 18 milijuna eura godišnje. EEE Güssing u suradnji s Tehničkim sveučilištem Beč razvija naprednu tehnologiju rasplinjavanja biomase za proizvodnju električne i toplinske energije, te biogoriva druge generacije.
U okviru EEE djeluje i Tehnološki centar Novi Grad, koji izrađuje programe i projekte energetske opskrbe na temelju obnovljivih izvora energije za lokalne zajednice u Austriji i inozemstvu. U Novom Gradu je otvoreno pedesetak novih poduzeća, s više od 1100 radnih mjesta, a prihod od prodaje energije iznosi 13 milijuna eura godišnje. Sustav gradskoga daljinskoga grijanja ima 4 energane na šumsku biomasu (drvna sječka) i dvije sunčeve energane, koje opskrbljuju ogrjevnom toplinom sva kućanstva i sve javne zgrade te više od pola industrijskih i komercijalnih zgrada. Sustav se razvija od 1996., a potrošači plaćaju 7000 eura za priključak. Biomasa za pogon energane prikuplja se u promjeru od 30 do 40 kilometara od grada, po cijeni 75 do 80 eura za tonu, relativno stabilnoj tijekom velikog rasta i oscilacija cijena nafte i plina u proteklom desetljeću. Novi Grad ima i tvornicu sunčevih fotonaponskih ploča, a otvorena je i sunčeva škola. Selo Strem blizu granice s Mađarskom ima bioplinsku energanu, koja iz 30 tona dnevnoga poljoprivrednog otpada i brzorastućih biljki, s 250 hektara zemljišta proizvodi električnu (0,5 MW) i toplinsku (0,6 MW) energiju za potrebe stanovnika Strema i prodaju u električnu mrežu po povoljnim cijenama (0,145 eura za kWh). Investicija je iznosila 2,25 milijuna eura.

### Daljinsko grijanje sela
Sirovine za rad elektrane dobavljaju se s okolnih poljoprivrednih površina, prethodno djelomično zapuštenih. Ostaci procesa iz energane vraćaju se kao vrijedno gnojivo na te površine. Također selo Urbersdorf, zapadno od Novog Grada, sa svega 250 stanovnika, raspolaže sustavom daljinskoga grijanja svojih pedesetak zgrada koji je izgrađen uz ulaganje od oko milijun eura. Potrebnu toplinsku energiju isporučuje energana snage oko 800 kW, koja troši biomasu kao osnovno gorivo i loživo ulje kao rezervno gorivo. Na krovu skladišta biomase instalirano je 350 četvornih metara fotonaponskih sunčevih modula za proizvodnju električne energije iz obnovljivih izvora. Hrvatska danas uvozi većinu potrebnih energenata u obliku neobnovljivih fosilnih goriva (nafta, ugljen, prirodni plin), a istodobno izvozi većinu obnovljive šumske biomase u obliku drvne sječke, peleta i briketa. Takvo dugoročno neodrživo stanje ima negativne utjecaje na vanjskotrgovinski platni deficit i inodug, domaće zapošljavanje, energetsku neovisnost, te zaštitu klime i okoliša.

### Energetska autonomija
Prije dvadesetak godina većina kućanstava se grijalo na lož ulje ili ugljen i nije postojala ni toplovodna mreža ni plinovod. Svježe izabrani gradonačelnik Peter Vadasz i inženjer Reinhard Koch zapitali su se 1992., tijekom planiranja izgradnje sustava odvodnje i pročistača otpadnih voda: Kako da iskoristimo domaće izvore energije na način da novac, koji inače trošimo za fosilna goriva, ostane u našoj regiji? Ubrzo je 1993. naručena studija o budućoj energetskoj opskrbi regije, a godinu kasnije općina ulazi u vlasništvo tvrtke Toplovod Novi Grad. Prva toplana na drvo opskrbljivala je 27 kućanstava. Usporedno s time je počela sustavna i postupna obnova javnih zgrada, kako bi se smanjila potrošnja energije (smanjili su potrošnju napola). U isto vrijeme sve lokalne šumovlasnike okupilo se u interesno udruženje. Njih se ohrabrilo na gradnju pilot projekata elektrana-toplana na šumsku biomasu za koju je općina jamčila. 
U Pinkovcu (Güttenbach), gdje živi 1000 stanovnika, 250 suvlasnika je skupilo 2 milijuna eura, uzelo milijun eura kredita i dobilo 2 milijuna EU poticaja i sada imaju toplanu na biomasu na koju je priključeno 80% kućanstava u tom mjestu. U pinkovačkoj energetskoj zadruzi imaju sljedeću poslovnu politiku: moraju biti s cijenom energije uvijek 30% ispod cijene grijanja na lož ulje, kako bi uvijek bili atraktivni potrošačima. Unatoč nižoj cijeni zadruga svojim suvlasnicima donosi godišnju dobit od 5%.
U Novi Grad su došle 2 tvornice parketa, a u tom i energetskom sektoru otvoreno je 50 novih tvrtki, 27 decentraliziranih energetskih pogona, 1100 novih radnih mjesta s 9 milijuna eura prihoda. Istovremeno prihod od općinskog poreza porastao je tri puta. Uz takve podatke nije teško povjerovati cilju – 2020. Novi Grad bez ovisnosti o fosilnim gorivima.

### Postrojenje za rasplinjavanje biomase
Nije sve stalo samo na spaljivanju 44 tisuće tona drva. U tijeku je proučavanje rasplinjavanja drvnog plina, u kojem se uz toplinu i električnu struju (visokotemperaturne gorive ćelije) proizvodi i sintetski plin, te benzin i dizel (učinkovitost postrojenja 82-85% – iz jedne tone vlažnog drva proizvede se 420 kWh topline i 182 m3 drvnog plina, što odgovara otprilike 180 litara lož ulja). Ustanovljena je tvrtka Biogas Nord, koja će izgraditi lokalni plinovod za sintetski plin, te plinske postaje za automobile. Ima mnogo nepokošenih livada u tom kraju, jer nitko više ne drži stoku, pa se često ovdje hvale kako je bioplinara u Stremu jedina preostala krava. Krava koju se hrani jedanput dnevno 45-minutnim utovarom silaže u automatski spremnik. U cijeloj toj gradišćanskoj priči emisije su smanjene s 37 na 22 tisuća tona ugljikovog dioksida.

## Vanjske poveznice
- Internet stranica naselja